# Liberálně demokratická strana (Japonsko)
Liberálně demokratická strana (japonsky 自由民主党, Džijú minšu tó, zkr. LDP) je japonská politická strana, založená roku 1955. Jedná se o tradičního velice silného lídra na japonské politické scéně, jehož straníci byli s výjimkou období 1993–1996, 2009–2012 vždy zvolenými premiéry země.

## Popis

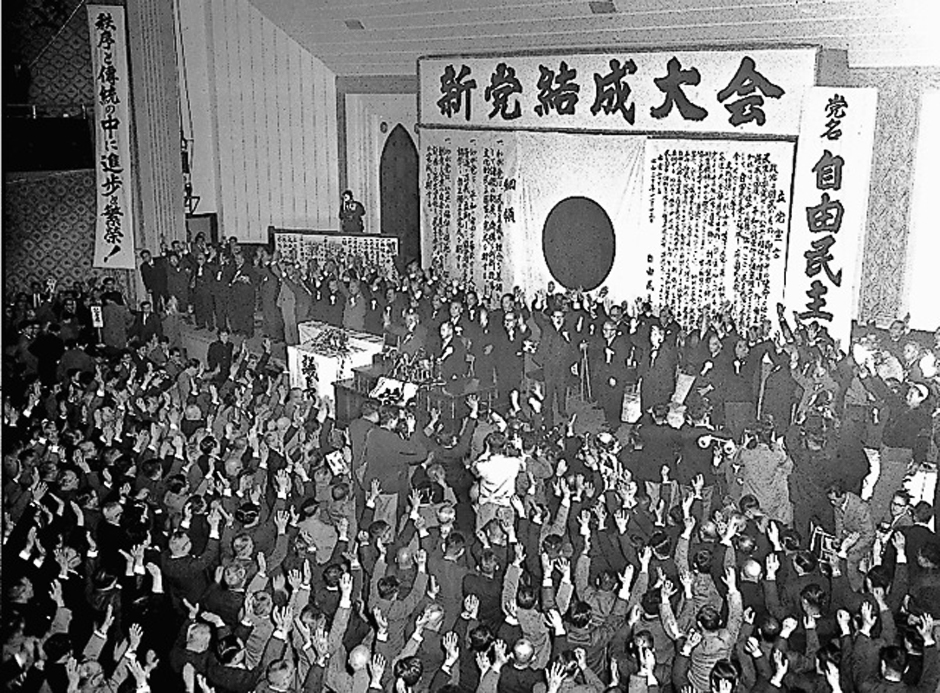
Zahajovací sjezd LDP v roce 1955

Politika strany je konzervativní, ekonomicky a proamericky orientovaná, což se v minulosti projevilo především podporou bezpečnostní politiky bývalé Bushovy administrativy. 
Z důvodu takřka nenarušeného vládnutí strany od samotného založení v roce 1955 došlo k velice úzkému propojení tamější byrokracie a hospodářství, tj. tzv. klientelismu, což na jedné straně přispělo ke korupčním skandálům, na straně druhé k poválečnému japonskému hospodářskému růstu.